# Градац Нашички
Градац Нашички је насељено место у граду Нашице, Осјечко-барањска жупанија, Хрватска.

## Историја
До територијалне реорганизације у Хрватској био је у саставу старе општине Нашице.

## Становништво
У попису становништва из 2011. године, Градац Нашички је имао 153 становника.
| Број становника према пописима | Број становника према пописима | Број становника према пописима | Број становника према пописима | Број становника према пописима | Број становника према пописима | Број становника према пописима | Број становника према пописима | Број становника према пописима | Број становника према пописима | Број становника према пописима | Број становника према пописима | Број становника према пописима | Број становника према пописима | Број становника према пописима | Број становника према пописима |
| ------------------------------ | ------------------------------ | ------------------------------ | ------------------------------ | ------------------------------ | ------------------------------ | ------------------------------ | ------------------------------ | ------------------------------ | ------------------------------ | ------------------------------ | ------------------------------ | ------------------------------ | ------------------------------ | ------------------------------ | ------------------------------ |
| 1857                           | 1869                           | 1880                           | 1890                           | 1900                           | 1910                           | 1921                           | 1931                           | 1948                           | 1953                           | 1961                           | 1971                           | 1981                           | 1991                           | 2001                           | 2011                           |
| 192                            | 199                            | 202                            | 256                            | 262                            | 344                            | 285                            | 329                            | 231                            | 277                            | 230                            | 215                            | 192                            | 179                            | 162                            | 153                            |

### Попис1991.
У попису становништва из 1991. Градац Нашички је имао 179 становника, следећег националног састава:
| Градац Нашички |
| --- |
| 1991. |
| ukupno: 179 Срби 132 (73,74%) Хрвати 19 (10,61%) Југословени 16 (8,93%) Словаци 2 (1,11%) неопредељени 8 (4,46%) регион. опр. 2 (1,11%) |